# 張家灣戰役
張家灣之戰是发生于第二次鸦片战争尾声的一场重要战斗。这场战斗是于1860年9月18日上午英法联军主要是法军与华北地区清军步兵主力于张家湾城东的北运河南侧、白河西侧进行的。在这场一边倒的战斗的最高潮阶段，清军步兵主力在运河南岸遭英军锡克骑兵和法军北非轻骑兵屠杀，而波旁复辟时期法国外交部长达马斯的小儿子达马斯被一名清军步兵以鸟枪击毙，在法军中引起震动。

## 稍早
这场战斗的发生对于英法联军是一场意外，在早前的清朝政府与英法联军的和谈安排中，清朝政府允许英法联军以少量兵力护送大英帝国与法兰西第二帝国公使前往通州而非北京谈判，而参加张家湾之战的英法联军正是护送英法两国公使前往通州与清朝政府谈判的部分英法联军。这场战斗的发生对于清军同样是一场意外，清军主帅并未对广大清军进行战争动员和战争目的说明，以至于“格兰特将军派出的英国骑兵回来报告，清军骑兵试图阻拦从通州返回的英军上校沃克回到我方营地。……清军骑兵之所以对其拦截，主要是害怕沃克回到英军营地揭发清政府的背叛行径。”
1860年9月16日，英法联军主力驻扎在河西务。清军并没有利用夜间进攻英法联军，实际上清朝大臣和英法公使一直在通信，僧格林沁想知道英法联军夜晚驻地是很容易的，比如河西务，但是清军始终没有利用夜晚对英法联军发起总攻，当然在英法联军先锋从河西务出发到马头村前，清军没有在夜晚对河西务的英法联军进行骑兵总攻，可能也是考虑到英法联军在河西务缩成一团（即便已经扣除了驻扎在天津的法军）。1860年9月17日早上，河西务的英法联军与蒙托邦和格兰特率领的英法联军先锋分开，英军是留了一个第三十一团在河西务，估计至少一千英军留在河西务而与向马头村前进的英军分开，向马头村前进的法军包括600名轻步兵、两个精锐连、轻骑兵、北非轻骑兵、一个工兵连和一个炮兵连，共1000人。
蒙托邦“于9月17日早晨离开了河西务，前往位于河西务和通州之间的马头村。只带领了包括炮兵在内的一千一百名士兵前往。”但与此同时，蒙托邦致信科利诺将军，命令他以最快的速度率领麾下全部兵力前来与蒙托邦会师。 
英法联军在1860年9月17日上午11点到达马头村，马头村有大型清军露营地痕迹，证明清军知道马头村。1860年9月17日晚上，英法联军分成三段：分别是驻扎在“肮脏的马头村营地”准备护送英法两国公使前往通州议和的部分英法联军；驻扎在河西务的英法联军包括英军第31团、科利诺部法军；驻扎在天津城的英法联军。这三部分英法联军彼此间隔一天以上路程。
英法联军先锋离开河西务进驻马头村后也就是1860年9月17日晚上到1860年9月18日凌晨其实是清军向马头村发起夜间骑兵总攻的非常好的时机，留守河西务和前往通州的（即马头村）英法联军各一半，英法联军分成两半对清军是一个非常好的进攻机会，千载难逢。但是僧格林沁依然选择1860年9月18日白天开战，错失夜战良机。

## 经过
“此后联军和中国方面发生的冲突，其罪责应由联军负责。怡亲王载垣和穆荫不断以口头和书面警告两国特使，说他们本人虽赋有重大的全权，但对武将们却无丝毫的权力，……但联军丝毫不顾这些预先的警告。……联军于9月18日（皆为公历）晨……出发。此时，担任先头部队的英国人突然发现前方有大量的蒙古人、炮队和摆开战阵的中国步兵……联军把军队集中编成两个战斗纵队，并将殿后的辎重车队聚集在一起。……敌人（清军）……静止不动。……整整过了四个小时以后，战斗突然爆发了”
1860年9月18日早上6点，英法联军中的法军在蒙托邦率领下以1,000法军，包括600名轻步兵、两个精锐连、轻骑兵、北非轻骑兵、一个工兵连和一个炮兵连从马头村出发。
清军背北朝南一字长蛇阵，蒙古骑兵有两万五千至三万人，七十八尊大炮，清军左翼（从清军背北朝南看的左翼、即东部）和中央是步兵，右翼是蒙古骑兵，清军的计划是“以左翼和中央的步兵的火力箝制住英法联军，然后由蒙古骑兵组成的右翼转入进攻，迫使敌人退向白河”。
法军首先进攻，法军从清军左翼步兵开始沿着阵地进攻，并摧毁了清军的炮兵，这其实是很正常的，因为法军的炮兵经历过拿破仑战争，实在不是清军炮兵能与之对轰的，僧格林沁的第一个错误就是搞阵地战。“法军为了虚张声势，故意拉长了连队之间的距离，并把他们的所有军队开上了第一线，既不设第二线，也不留后备队。幸而高粱挡住了中国人的视线，使清军未能辨出在这一小群法国步兵之间有这样大的距离，而中国人还以为他们与之打交道的是一支强大的兵力”。僧格林沁犯了第二个错误，没有利用高粱地事先埋伏三五成群的大刀兵。
蒙托邦派人告诉格兰特，根据他与格兰特此前制定的计划，蒙托邦要率领步兵袭击 Yao-tsing 村，英军方面，格兰特要率领部队走上通往张家湾的大路。
“法军在英军的右边，正好面对的是清军左侧的部队。……两军总指挥经过协商，决定在进攻时，法军部队攻击敌军的左侧。这一侧的清军以刘村（应该就是蒙托邦记载的 Yao-tsing 村）为依托。法国部队从这边开始攻击后，将逐渐从左往右向英国部队靠近。英国部队方面，……英军骑兵负责对付清军骑兵……格兰特将军将一只锡克骑兵队交由蒙托邦将军指挥……格兰特将军做出了发起攻击的决定，他命令已经列好队的英国骑兵立刻进攻毫无防备的清军骑兵”。
由于承受不住法军火炮和步兵的火力，在撤出 Yao-tsing 村的道路上，大量清军步兵被格兰特交给蒙托邦指挥的一队英军锡克骑兵包围（补充没有骑兵的法军），这批清军步兵在被锡克骑兵包围后流尽了最后一滴血。波旁复辟时期法国外交部长达马斯的小儿子达马斯——一名法兰西第二帝国非洲轻骑兵军官在包抄Yao-tsing 村向运河撤退的清军时被清军击毙。 
我要率领步兵袭击第一个村庄，与此同时骑兵部队要绕过村子。我们将 Yao-tsing 村的敌人赶了出去。 清军撤退到了第二个村庄，他们本以为会有足够的时间穿过村庄和运河之间的平原，然而在平原上却被我军骑兵团团包围。我们消灭了大部分敌军。
在蒙托邦将军的带领下，法国部队也向前方冲去，法国轻步兵向刘村进攻。 法国骑兵则从刘村和老苍村之间穿过，冲击驻守在刘村后面的大量清军步兵，这些清军驻扎在刘村和从张家湾到白河的运河之间。 我们占据了敌人左侧的位置，这里右邻运河。法国轻步兵冲进刘村，与敌军拼刺刀。清军步兵溃败，为了逃生，他们不得不从刘村和运河之间穿过。可这些逃跑的清军在那里遇上了非洲轻骑兵（即波旁復辟时期法国外交部长达马斯的小儿子达马斯中尉阵亡处）、北非骑兵以及锡克骑兵，不幸遭遇了一场真正的屠杀。
英军在战斗尾声才赶到。英军的赶到使清军“大部队全军溃逃”，但僧格林沁把这支败军重新组织起来，在几天后进行八里桥之战。 
清军的炮兵未能发挥任何作用，“清军炮弹因为没有调整好方向，总是从我们的头顶上飞过”、“运河的堤岸上虽筑有炮眼并且装备着火炮，然而它们始终保持着沉默，没有任何反击”。清军炮兵在对抗英法联军骑兵时是无能为力的，“我们的小骑兵队发起了冲锋……他们向炮兵发起了猛攻，劈死了炮手，夺取了五门大口径火炮。”“中国人在这条（运河）堤坝上安排了60门青铜大炮，……它们很快就被摧毁了”。